# Bermuda op de Olympische Zomerspelen 1948
Bermuda nam deel aan de  Olympische Zomerspelen 1948 in Londen, Engeland. De tweede olympische deelname bleef zonder medailles. Het zou tot 1976 duren voordat de eerste medaille werd behaald.

## Deelnemers en resultaten

### Atletiek
| Olympiër                                               | Discipline      | Resultaat    | Prestatie                                      |
| ------------------------------------------------------ | --------------- | ------------ | ---------------------------------------------- |
| Perry Johnson                                          | 100m (m)        | DSQ          | serie 9: gediskwalificeerd                     |
| Stanley Lines                                          | 100m (m)        | series       | serie 6: 6e                                    |
| Frank Mahoney                                          | 100m (m)        | series       | serie 3: 3e in 11,8                            |
| Hazzard Dill                                           | 200m (m)        | series       | serie 4: 5e                                    |
| Perry Johnson                                          | 200m (m)        | series       | serie 9: 4e                                    |
| Stanley Lines                                          | 200m (m)        | series       | serie 1: 4e                                    |
| Hazzard Dill                                           | 400m (m)        | 48e          | serie 6: 3e in 53,0                            |
| Hazzard Dill Perry Johnson Stanley Lines Frank Mahoney | 4x100m (m)      | series       | serie 2: 5e in 45,4                            |
|                                                        |                 |              |                                                |
| Phyllis Edness                                         | 100m (v)        | series       | serie 8: 3e in 13,6                            |
| Phyllis Lightbourn-Jones                               | 100m (v)        | halve finale | serie 6: 2e in 13,0 halve finale 1: 6e         |
| Phyllis Edness                                         | 200m (v)        | 28e          | serie 1: 5e in 26,6                            |
| Phyllis Lightbourn-Jones                               | 200m (v)        | 11e          | serie 3: 2e in 27,0 halve finale 1: 7e in 25,3 |
| Phyllis Lightbourn-Jones                               | verspringen (v) | 15e          | kwalificatie: 15e met 5,23m                    |

### Schoonspringen
| Olympiër        | Discipline   | Resultaat | Prestatie     |
| --------------- | ------------ | --------- | ------------- |
| Francis Gosling | 3m plank (m) | 10e       | 113,98 punten |

### Zwemmen
| Olympiër                                                | Discipline            | Resultaat | Prestatie                  |
| ------------------------------------------------------- | --------------------- | --------- | -------------------------- |
| Derek Oatway                                            | 100m vrije slag (m)   | 41e       | serie 5: 6e in 1.08,6      |
| Walter Bardgett                                         | 400m vrije slag (m)   | 36e       | serie 2: 7e in 5.37,2      |
| Robert Cook                                             | 400m vrije slag (m)   | 37e       | serie 1: 6e in 5.37,9      |
| Derek Oatway                                            | 400m vrije slag (m)   | 32e       | serie 4: 6e in 5.20,9      |
| Derek Oatway                                            | 1500m vrije slag (m)  | 35e       | serie 5: 7e in 21.55,1     |
| Philip Tribley                                          | 1500m vrije slag (m)  | 37e       | serie 5: 7e in 22.56,6     |
| Derek Oatway                                            | 100m rugslag (m)      | 33e       | serie 5: 3e in 1.17,1      |
| Walter Bardgett Robert Cook Derek Oatway Philip Tribley | 4x200m vrije slag (m) | DSQ       | serie 1: gediskwalificeerd |

Afghanistan · Argentinië · Australië · België · Bermuda · Birma · Brazilië · Brits-Guiana · Canada · Ceylon · Chili · Colombia · Cuba · Denemarken · Egypte · Filipijnen · Finland · Frankrijk · Griekenland · Groot-Brittannië · Hongarije · Ierland · IJsland · India · Irak · Iran · Italië · Jamaica · Joegoslavië · Libanon · Liechtenstein · Luxemburg · Malta · Mexico · Monaco · Nederland · Nieuw-Zeeland · Noorwegen · Oostenrijk · Pakistan · Panama · Peru · Polen · Portugal · Puerto Rico · Republiek China · Singapore · Spanje · Syrië · Trinidad en Tobago · Tsjecho-Slowakije · Turkije · Uruguay · Venezuela · Verenigde Staten · Zuid-Afrika · Zuid-Korea · Zweden · Zwitserland